# Ophioneurus
Ophioneurus is een geslacht van vliesvleugeligen uit de familie Trichogrammatidae. De wetenschappelijke naam van dit geslacht is voor het eerst geldig gepubliceerd in 1852 door Ratzeburg.

## Soorten
Het geslacht Ophioneurus omvat de volgende soorten:
- Ophioneurus brevitubatus Lou & Cong, 1997
- Ophioneurus kurdjumovi Zakhvatkin, 1953
- Ophioneurus lateralis Lin, 1994
- Ophioneurus longiclavatus Viggiani, 1974
- Ophioneurus longicostatus Lin, 1994
- Ophioneurus nigrivena (Girault, 1930)
- Ophioneurus nullus Lin, 1994
- Ophioneurus signatus Ratzeburg, 1852
- Ophioneurus spinosus Kryger, 1951
- Ophioneurus xanthurus Nowicki, 1940